# Maksim Mashnev
Bản mẫu:Eastern Slavic name
Maksim Vitalyevich Mashnyov (tiếng Nga: Максим Витальевич Машнёв; sinh ngày 12 tháng 1 năm 1993) là một tiền vệ bóng đá người Nga. Anh thi đấu cho F.K. Arsenal Tula.

## Sự nghiệp câu lạc bộ
Anh có màn ra mắt tại Russian Second Division cho FC Baikal Irkutsk vào ngày 15 tháng 7 năm 2012 trong trận đấu với FC Sakhalin Yuzhno-Sakhalinsk.